# Моджо
Моджо (итал. Moggio) — коммуна в Италии, располагается в регионе Ломбардия, в провинции Лекко.
Население составляет 513 человека (2008 г.), плотность населения составляет 38 чел./км². Занимает площадь 13 км². Почтовый индекс — 23817. Телефонный код — 0341.
Покровителем населённого пункта считается святой San Francesco.

## Демография
Динамика населения:

## Администрация коммуны
- Официальный сайт: http://www.comune.moggio.lc.it/